# Berliner in Pankow
Berliner in Pankow ist ein Dokumentarfilm des Fernsehens der DDR von Ulrich Teschner aus dem Jahr 1977.

## Handlung
Eine S-Bahn fährt in den Bahnhof Berlin-Pankow ein. Hier beginnt im Jahr 1977 eine Rundreise, mit mehreren Stationen, durch den gleichnamigen Stadtbezirk in Ost-Berlin. Die erste Station dieser Alltagsbeobachtungen befindet sich auf dem Anger des alten Dorfes, wo jeden Dienstag und Freitag Markttag ist. Hier, zwischen den Verkaufsständen mit Angeboten von Obst und Gemüse, bis hin zu Knöpfen und Reißverschlüssen, ist der Kunde König, während die Händler um ihn werben. Weiter geht es in den Ortsteil Berlin-Heinersdorf, wo sich der VEB Milchhof Berlin befindet. Hier wird mit Milchtankwagen jede Nacht die frische Milch aus den umliegenden Bezirken angeliefert, um sie in 51 verschiedene Varianten zu verarbeiten, womit die 1,2 Millionen Bewohner Ost-Berlins versorgt werden, wie der Betriebsdirektor Walter Plagge erklärt.
Mit der Straßenbahn Linie 22 geht es nun bis zur Endhaltestelle in Berlin-Rosenthal. Hier befindet sich die privat betriebene Bäckerei der Familie Willi Ziekow. Sofort fällt die Schlange vor dem Geschäft auf, da viele Berliner das hier verkaufte Brot, dem aus der Konsum-Kaufhalle vorziehen, da es mit seiner frischen, handgemachten, traditionellen Herstellung des Sauerteigs einen viel besseren Geschmack hat. Weiter geht es mit den Impressionen nach Berlin-Blankenfelde zum dortigen Gut, in dem vorrangig Schweinemast betrieben wird. Aber auch ein Reitsportzentrum befindet sich hier, in dem die BSG Traktor trainiert. Dabei reiten die jungen Leute auch über die berühmten Berliner Rieselfelder, die ursprünglich die Abwässer der Stadt aufnahmen. Der Bürgermeister des Stadtbezirks Pankow Horst Ansorge erzählt voller Stolz, dass er mit 140 000 Einwohnern im Stadtbezirk, einer Großstadt vorsteht. Pankow besteht aus neun Ortsteilen, in denen zum großen Teil der dörfliche Charakter überwiegt. 
Doch auch der Fußball ist hier zu Hause, was mit Spielszenen aus dem Spiel der BSG Bergmann-Borsig gegen Berolina Stralau bewiesen wird. Häufig am Spielfeldrand befindet sich der fußballbegeisterte Betriebsdirektor des VEB Bergmann-Borsig, dem Trägerbetrieb der Sportgemeinschaft. Auf Nachfrage bestätigt er, dass alle Fußballer voll im Arbeitsleben stehen und keine Vergünstigungen erhalten, was die Arbeitszeit betrifft. Einer der Fußballer ist sogar Schichtarbeiter. Zweimal pro Woche wird nach der Arbeitszeit trainiert. Weiter geht es in das Labor des Zentralinstituts für Kreislaufforschung in Berlin-Buch. Durch die Forschungen verändert sich zunehmend der Charakter der Ende der 19. Jahrhunderts gegründeten Krankenstadt in Buch. So bleibt alles im Fluss, so wie die Panke auf dem Weg durch den Stadtbezirk mit dem dazugehörigen Bürgerpark, der vielen Berlinern zur Erholung dient.
Thermos hält kalt und heiß, ohne Feuer, ohne Eis. Mit diesem Werbespruch beginnt der Sohn des Erfinders der Thermoskanne Reinhold Burger seine Führung durch das kleine Museum, während der er, gemeinsam mit seinem Bruder, das Funktionsprinzip der in Pankow erfundenen Kanne erklärt. Ebenfalls in Pankow lebt und arbeitet der Maler Paul Schultz-Liebisch. Der erzählt in seinem Atelier, wie er überhaupt zur Bildermalerei kam und welche Motive er am liebsten hat. In der Lessingstraße in Berlin-Wilhelmsruh hat das Ehepaar Wittmann ihr Grundstück. Sie erzählen, wie sie ab August 1944 einen, aus dem KZ Auschwitz geflüchteten Juden, versteckt haben. Doch nicht nur mit dieser Aktion setzten sie ihr Leben auf das Spiel, sondern beide schrieben in der Nacht, wenn die S-Bahn fast nicht mehr besetzt war, Parolen gegen Adolf Hitler, den Krieg und den Nationalsozialismus an die Fenster und Wände der Wagen. Obwohl die Angst ein ständiger Begleiter war, hatten sie doch immer wieder Glück gehabt. Bevor sich nun die Kamera zum Schluss einen Überblick über die vielen nichtgenannte Pankower verschafft, steht noch ein Besuch bei dem Bildhauer Heinz Worner an. Der hat gerade wieder Besuch von seinen Knetekindern, denen er mit diesem Werkstoff versucht, erste Erfahrungen in der Gestaltung von Körpern zu vermitteln.

## Produktion und Veröffentlichung
Berliner in Pankow wurde vom Fernsehen der DDR auf ORWO-Color gedreht und hatte am 15. September 1977 im 1. Programm des Fernsehens der DDR seine erste Ausstrahlung. Die erste bekannte Projektion in einem Kino erfolgte am 2. August 2020 in der Filmreihe „Berlin.Dokument“ im Berliner Zeughauskino.
Das Lied im Film wird von dem Berliner Omnibus-Chor gesungen.